# Wajma
Pour plus de détails, voir Fiche technique et Distribution.
Wajma (وژمه) est un film afghan écrit et réalisé par Barmak Akram et sorti en 2013.
Il est présenté au Festival du film de Sundance 2013, où il remporte le Prix du meilleur scénario international.
Il est sélectionné pour représenter l'Afghanistan aux Oscars du cinéma 2014 dans la catégorie meilleur film en langue étrangère.

## Synopsis
Le film raconte une histoire d'amour clandestine à Kaboul entre Wajma, une jeune étudiante en droit de 20 ans, qui se contente de porter un foulard et vit assez librement, et Mustafa, un serveur de 25 ans. Les parents de Wajma appartiennent à la petite bourgeoisie. Wajma est enceinte : hors mariage, c'est un scandale, un déshonneur et un crime. Mustapha refuse le mariage. Le père est appelé pour régler le problème : il bat sévèrement sa fille, menace de la tuer, l'enferme dans le bûcher. Wajma y met le feu, elle en réchappe, son père lui procure le passeport lui permettant de se rendre à Delhi pour avorter. Elle quitte Kaboul dans les larmes.

## Fiche technique
- Titre : Wajma
- Titre original : وژمه
- Titre alternatif français : Wajma, une fiancée afghane
- Titre international : Wajma (An Afghan Love Story)
- Réalisation : Barmak Akram
- Scénario : Barmak Akram
- Production : Barmak Akram
- Musique : Barmak Akram, Matthieu Chedid, Susheela Raman
- Photographie : Barmak Akram
- Montage : Barmak Akram, Herve de Luze, Isabelle Ingold
- Budget : 350 000 €
- Pays de production :  Afghanistan
- Genre : drame
- Langue originale : dari
- Durée : 85 minutes
- Dates de sortie :
  - États-Unis : 20 janvier 2013 (Festival du film de Sundance)
  - France : 27 novembre 2013

## Distribution
- Wajma Bahar : Wajma (20 ans)
- Mustafa Abdulsatar : Mustafa, jeune serveur (25 ans)
- Haji Gul Aser : le père de Wajma, démineur
- Brehna Bahar : la mère de Wajma
- Assib Ibrahim : Assib, le frère de Wajma
- Tahera Hashemi : Tahera, l'amie de Wajma

## Distinctions

### Récompenses
- Festival du film de Sundance 2013 : Prix du scénario (fiction internationale)
- Festival du grain à démoudre de Gonfreville-l'Orcher 2013 : Prix du public, prix jeunes cinéphiles

### Nominations
- Festival du film Discovery Zone du Luxembourg 2013
- Festival de Cannes 2013 : sélection « ACID »
- Festival des films du monde de Montréal 2013